# 和歌山県道110号三谷妙寺停車場線
和歌山県道110号三谷妙寺停車場線（わかやまけんどう110ごう みたにみょうじていしゃじょうせん）は、和歌山県伊都郡かつらぎ町を通る一般県道である。

## 概要
伊都郡かつらぎ町大字三谷から伊都郡かつらぎ町大字妙寺に至る。

### 路線データ
- 起点：伊都郡かつらぎ町大字三谷（三谷交差点、和歌山県道13号和歌山橋本線交点）
- 終点：伊都郡かつらぎ町大字妙寺（JR西日本和歌山線 妙寺駅前）
- 実延長：786 m

## 路線状況

### 重複区間
- 国道24号（伊都郡かつらぎ町大字妙寺・妙寺東交差点 - 伊都郡かつらぎ町大字新田・妙寺駅前交差点）

### 道路施設

#### 橋梁
- 三谷橋（紀の川、伊都郡かつらぎ町）

## 地理

### 通過する自治体
- 伊都郡かつらぎ町

### 交差する道路
| 交差する道路                                               | 交差する場所 | 交差する場所      |
| ---------------------------------------------------------- | ------------ | ----------------- |
| 和歌山県道13号和歌山橋本線                                 | 大字三谷     | 三谷交差点 / 起点 |
| 国道24号 重複区間起点 大阪府道・和歌山県道61号堺かつらぎ線 | 大字妙寺     | 妙寺東交差点      |
| 国道24号 重複区間終点                                      | 大字新田     | 妙寺駅前交差点    |

### 沿線
- 紀の川
- JR西日本和歌山線 妙寺駅